# 20623 Davidyoung
A 20623 Davidyoung (ideiglenes jelöléssel 1999 TS11) a Naprendszer kisbolygóövében található aszteroida. Mark Abraham és Gina Fedon fedezte fel 1999. október 10-én.

## Kapcsolódó szócikk
- Kisbolygók listája (20501–21000)